# Repülő Spagettiszörny

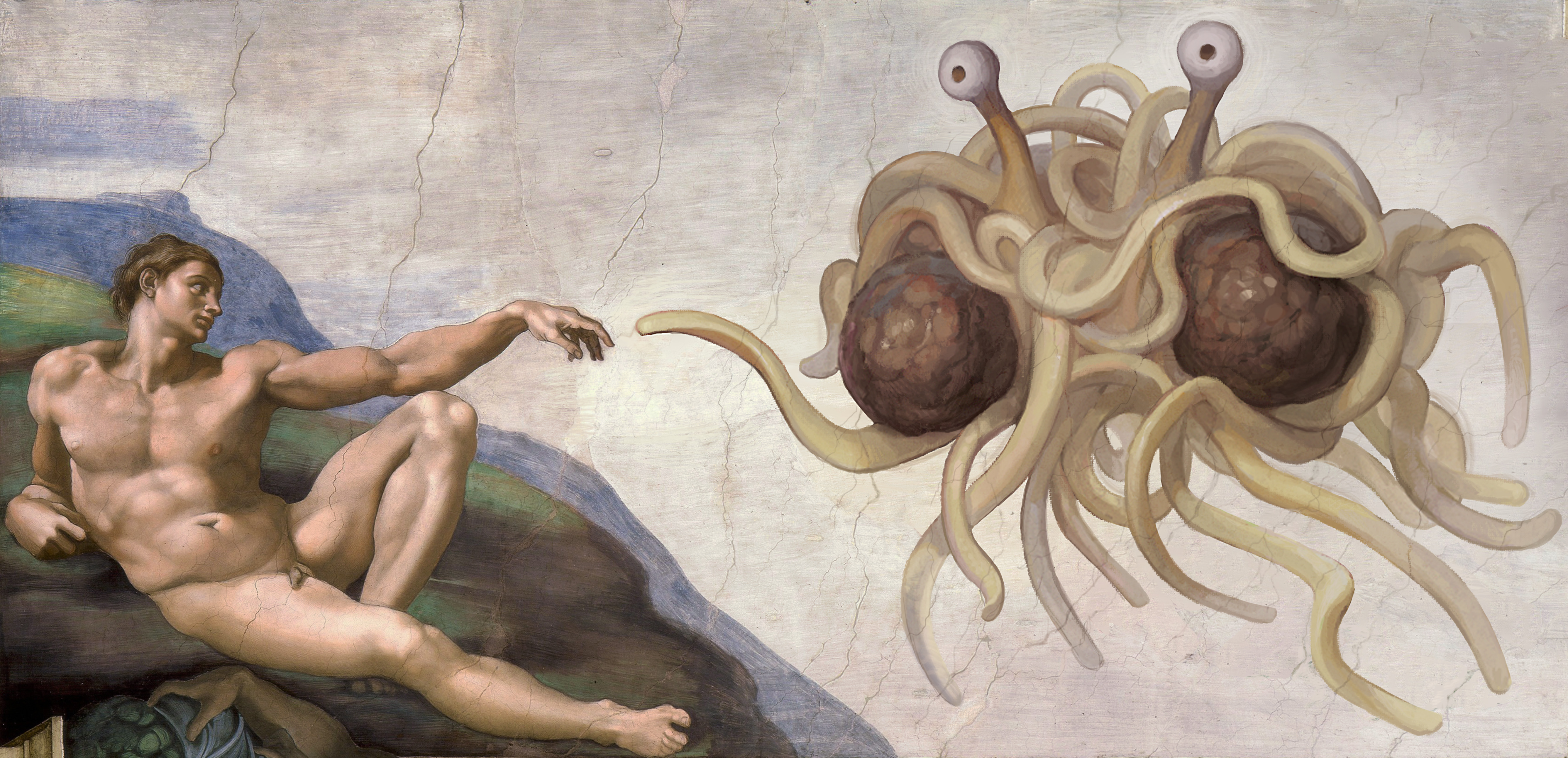
A Repülő Spagettiszörny parodisztikus ábrázolása

A Repülő Spagettiszörny (angolul Flying Spaghetti Monster vagy FSM) A Repülő Spagettiszörny Egyháza nevű vallás istensége. Követőit pasztafáriánusoknak nevezik, utalva ezzel az olasz eredetű, angolban is használatos, száraztészta jelentésű pasta szóra, és egyben rasztafariánus mozgalom nevű vallásra. A vallást Bobby Henderson, az Oregoni Állami Egyetem fizikushallgatója alapította 2005-ben a Kansas állam iskolaszéke akkor folyó ügyével kapcsolatos tiltakozásul, amelyben az intézmény az intelligens tervezés, mint az evolúció melletti alternatív elmélet oktatásának bevezetése mellett döntött.
Az iskolatanácsnak írt nyílt levelében Henderson egy természetfeletti teremtő, Spagettiszörny létezése mellett tett hitet, amely megjelenésében spagettire és két húsgombócra hasonlít. Henderson hivatalosan is kérte a teremtés pasztafáriánus értelmezésének, mint az intelligens tervezés és az evolúció melletti harmadik egyenrangú elmélet tanítását az iskolákban.
A később Repülő Spagettiszörnyről szóló hírek a Playboytól a The New York Timesig bejárták az amerikai médiát, a vallásellenes ateisták, agnosztikusok és mások pedig Russel teáskannájának modern változataként kezdték használni.

## Hittételek
A Repülő Spagettiszörnyizmus hittételeinek forrása Henderson nyílt levele, az általa működtetett, őt prófétaként bemutató weboldal, és a Repülő Spagettiszörny Evangéliuma című könyv.
A hit alapját a láthatatlan és érzékelhetetlen Repülő Spagettiszörny képezi, ami azt követően teremtette meg a világegyetemet, hogy keményen ivott. A hit szerint az evolúció, illetve a valódinál sokkal idősebb univerzum összes bizonyítékát, beleértve például a Föld felé repülő, megfelelő vöröseltolódású fotonokat a Repülő Spagettiszörny helyezte el a világban, hogy próbára tegye a pasztafáriánusok hitét. Ez tulajdonképpen az Omphalos-hipotézis egy formája.
Mikor tudományos méréseket, például radiokarbon kormeghatározást végez valaki, akkor a Repülő Spagettiszörny közbeavatkozik és "Tésztás Csápjával" megváltoztatja a mérési adatokat.
A Mennyország a pasztafáriánus elképzelések szerint sörvulkánokat és egy sztriptíztáncosnő-gyárat foglal magában.
A pokol hasonló, ott viszont állott a sör és a sztriptíztáncosnők nemi betegségekben szenvednek.
Az ábrahámita vallásokban használt, az imákat hagyományosan lezáró ámen kifejezés pasztafáriánus megfelelője a – japán tésztalevesre utaló – rámen.

## Demonstratív akciók
2011 júliusában Niko Alm osztrák polgárjogi aktivista elérte, hogy a rendőrség engedélyezze, hogy jogosítványán egy olyan fénykép legyen, amin fején egy tésztaszűrőt visel. Az osztrák hatóságok irányelve szerint a jogosítványképen nem viselhet fejfedőt a jogosítvány tulajdonosa, kivéve, ha a fejfedő viselése vallási előírás. Alm azt állította, hogy a Repülő Spagettiszörny követője, és a tésztaszűrő viselésének vallási oka van. A rendőrség szóvivője szerint végül azért járultak hozzá, hogy Alm a képen tésztaszűrőt viseljen, mert az arca így is jól látható és felismerhető. Az eljárás során Almot pszichológiai vizsgálatra kötelezték, amelynek során a szakértő úgy találta, hogy az aktivista alkalmas az autóvezetésre.

## Bobby Henderson levele
"Nagy érdeklődéssel írok önöknek, miután hallottam azon vitájukról, hogy a teremtést és az evolúciót egymás mellett tanítsák-e. Szerintem mind megegyeztünk abban, hogy a gyerekeknek fontos mindkét verziót hallani, és eldönteni, nekik melyik tetszik. De egy kicsit aggaszt, hogy a diákok a teremtésnek csak egy verzióját fogják hallani.
Emlékezzünk hát a másik teóriára. Én és még sokan mások abban hiszünk, hogy a repülő spagettiszörny teremtette az univerzumot. Mindent, amit látunk és érzünk. Úgy gondoljuk, hogy az evolúció észszerűsége is egy véletlen egybeesés, amit ő hozott létre.
Azért írok, hogy megkérjem, tanítsák meg a gyerekeknek ezt a teóriát is a másik kettő mellett. Ha nem egyeznek bele, további lépéseket fogunk tenni. Biztosan érti, mire gondolok. Ha a teremtés levezethető egy tudományos teóriára, akkor a mi teóriánkat, mivel az is tudományos, és nem hit alapú, tanítani kell.
Néhányan nehezen hiszik el, tehát a jobb megértés érdekében mesélek még a vallásról. Bizonyítékunk van rá, hogy a repülő spagettiszörny teremtette a világot. Egyikünk sem létezett még akkor, de vannak írásos emlékek. Sok hosszú leírás taglalja az Ő erejét. Talán meglepőnek fogja találni a tényt, hogy már 10 millióan hiszünk, és a szám csak növekszik. Eléggé titkolózóak vagyunk, mert nagyon sokan úgy gondolják, a vallásunkra nincs értelmes magyarázat.
Amit az emberek nem hisznek el, az, hogy Ő úgy teremtette meg a világot, hogy az idősebbnek látsszon, mint amennyi. Például, egy tudós elvégez egy korvizsgálatot valamin. Kijön egy eredmény, de a tudós nem gondol arra, hogy minden ilyen mérés alkalmával ott van a spagettiszörny, hogy megváltoztassa az eredményeket a tészta hatalmával. Több iratunk is van, ami leírja, hogy ez hogy és miért történik. Természetesen Ő láthatatlan és úgy megy át a józan észen, mint kés a vajon.
Remélem, most már megérti miért fontos a diákjainak előadni ezt a teóriát. Teljesen biztos, hogy ők is rájönnek, a létezés a spagettiszörny agyából pattant ki. Továbbá, tiszteletlenség az Ő tanait a nem őáltala előírt ruhában előadni, ami persze kalózmaskara. Nem hangsúlyozhatom ki eléggé ennek a fontosságát, és félek, le sem írhatom, ez miért van így, mert a levél már túl hosszú. A rövid magyarázat az, hogy megharagszik, ha nem így teszünk.
Talán érdekli a tény, hogy a globális felmelegedés, a földrengések, hurrikánok, és más természeti katasztrófák mind a közvetlen hatásai a kalózok hanyatlásának, 1800-tól kezdve. Tájékoztatásul mellékeltem egy ábrát, amin láthatja a csökkenés mértékét.
Konklúzióként köszönöm, hogy meghallgatta teóriánk lényegét. Remélem rávettem a téma tantervbe vételére. Természetesen be tudjuk tanítani a tanárokat e tételek tanítására. Lelkesen várom a válaszát, és remélem, nem kell lépéseket tennünk. Szerintem mindannyian várjuk már a napot, amikor ez a három elmélet egymás mellett tanítható majd az iskolákban.
Tiszteletem: Bobby Henderson, aggódó polgár
Ui.: Mellékelek egy képet, melyen Ő megteremti a hegyeket, fákat, és egy törpét. Emlékezzen, MIND az Ő teremtményei vagyunk."

## Lásd még
- Intelligens tervezés
- Láthatatlan Rózsaszín Egyszarvú
- Russell teáskannája